# بين ديفيس (لاعب كرة قدم)
بين ديفيس (بالتايلندية: เบน เดวิส)‏ هو لاعب كرة قدم تايلاندي، ولد في 24 نوفمبر 2000 في محافظة بوكيت في تايلاند. لعب مع نادي فولهام.